# Francisco de Enzinas
Francisco de Enzina (Burgos, 1º novembre 1518 – Strasburgo, 30 dicembre 1552) è stato un umanista spagnolo.

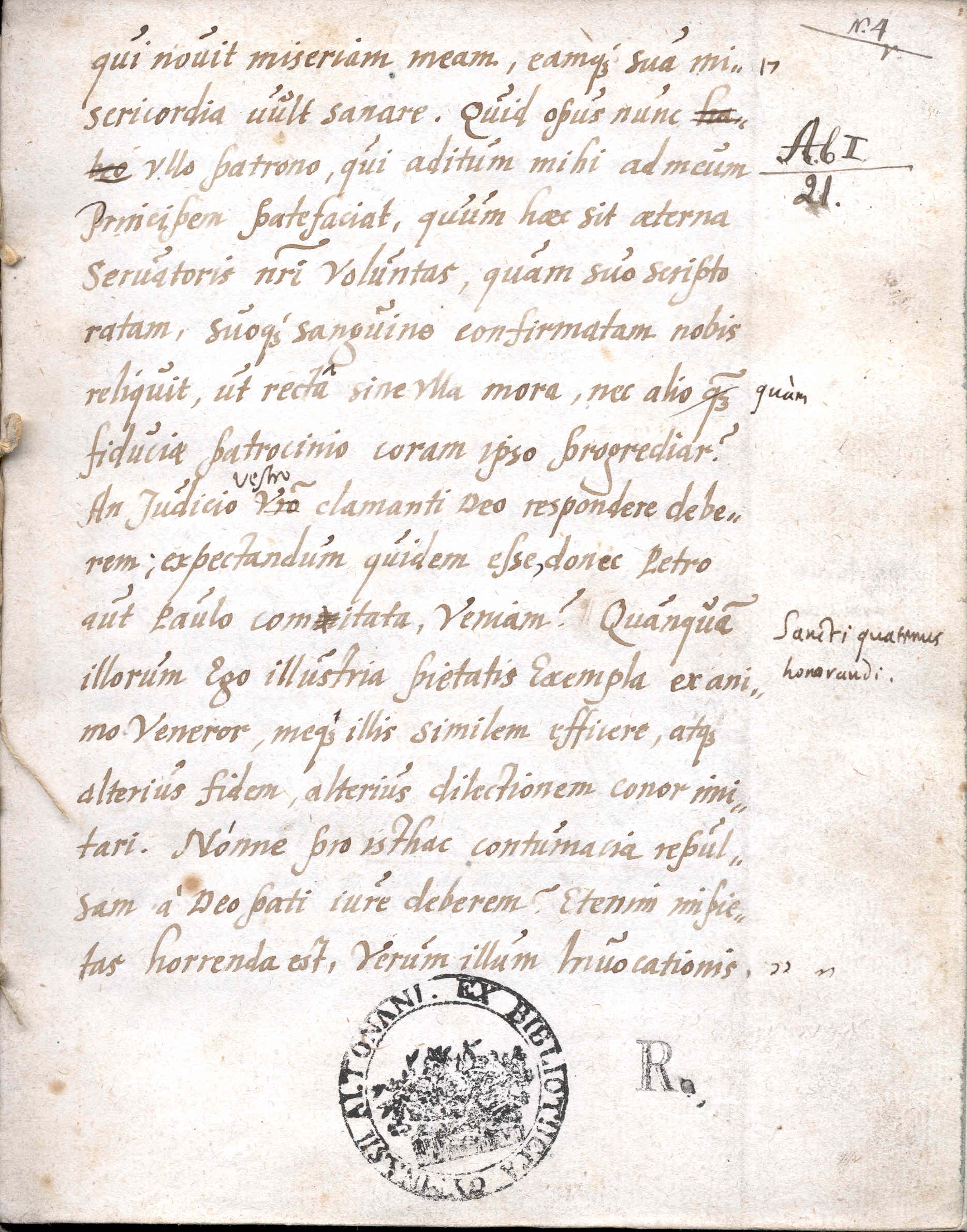
La prima pagina del manoscritto di Altona della Historia de statu Belgico di Francisco de Enzinas, 1545 (f. 4r; f. 17)

Noto anche come Franciscus Dryander, Françoys du Chesne, Franciscus Quernaeus o Quercetanus, Eichmann, van Eyck (dallo spagnolo: encina), Claude de Senarclens o Claudius Senarclaeus, di religione cristiana protestante fu il primo a tradurre il Nuovo Testamento dal greco allo spagnolo. Aveva un fratello anch'egli protestante, Jaime de Enzinas, che fu mandato al rogo a Roma nel 1547. Francisco ha lasciato tre opere proprie, oltre a diverse traduzioni, non ancora completamente catalogate, di autori greci antichi in spagnolo.

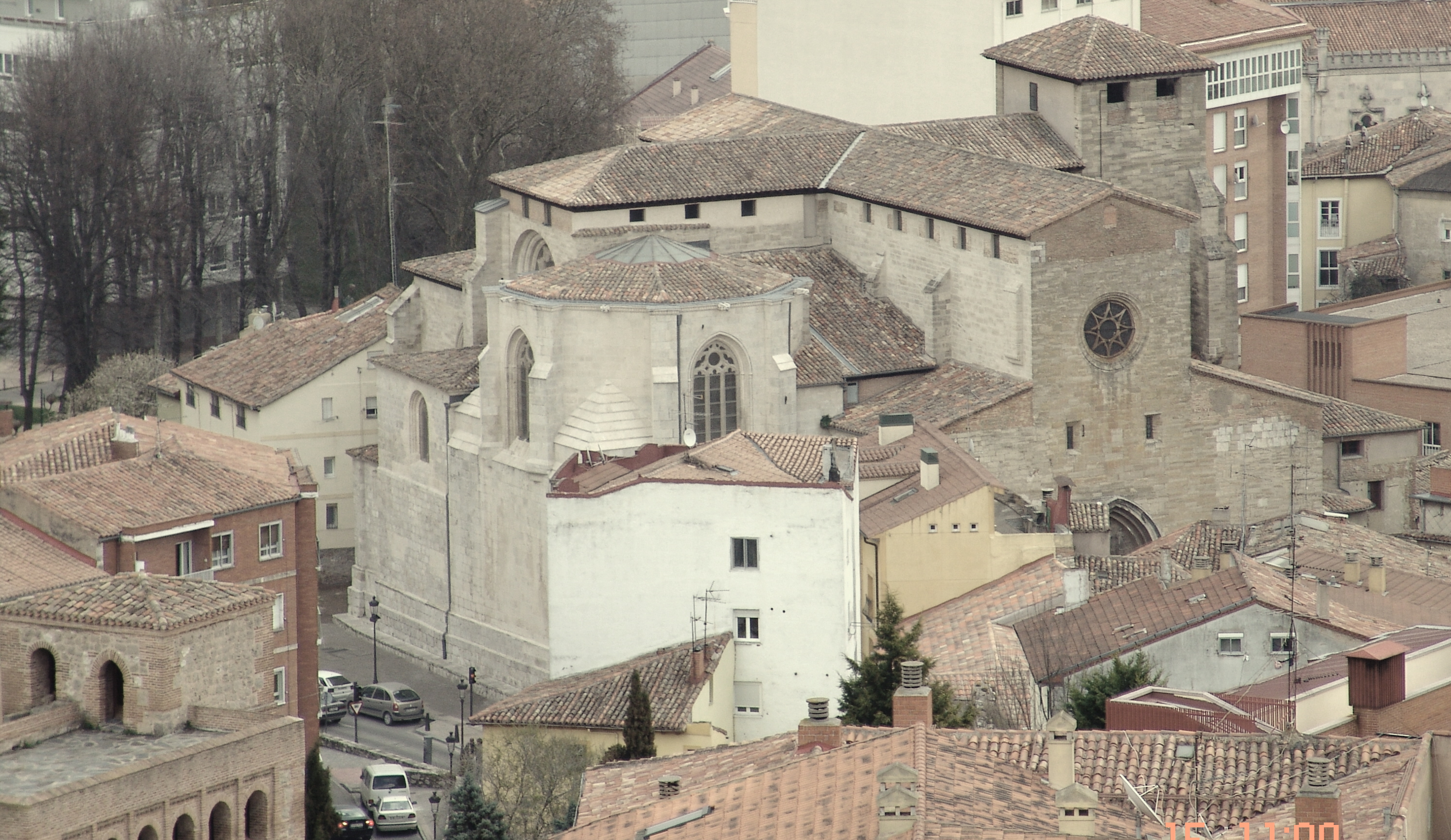
San Gil a Burgos, con la cappella funeraria della famiglia Enzinas a sinistra della rotonda

## Vita e opere

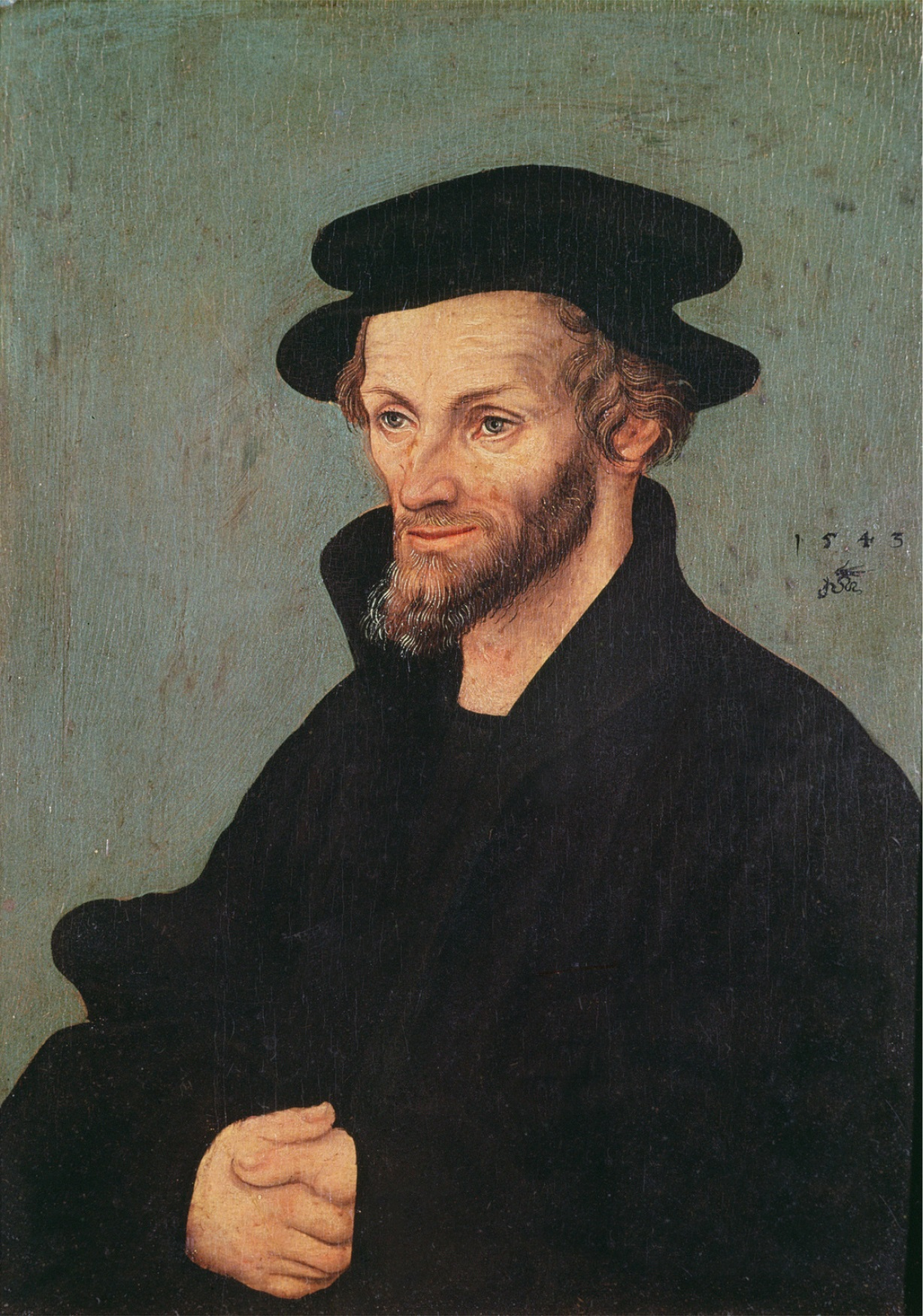
Ritratto di Philipp Melanchthon eseguito nel 1543 da Lucas Cranach il Vecchio

### Le origini
Francisco de Enzinas, che si faceva chiamare anche Dryander, nacque a Burgos, in Spagna, secondo l'Oxford Dictionary of National Biography del 2004 il 1º novembre 1518 mentre le fonti biografiche più antiche riportano il 1520. Suo padre, Juan de Enzinas, era un mercante ricco e affermato. La madre Ana morì precocemente, probabilmente nel 1527, e il padre si risposò nel 1528 con certa Beatriz de Santa Cruz (1495 ca. - 1573 ca.), che proveniva da un'influente famiglia di Burgos e che portò al matrimonio agganci internazionali che furono poi consolidati. Tra i suoi parenti c'era il teologo Pedro de Lerma (1461-1541), primo Cancelliere dell'Università di Alcalá. Uno zio di Francisco, Don Pedro de Enzinas, era arcidiacono di Palenzuela e fece costruire nel 1566 una cappella nella chiesa di San Gil a Burgos che ospita il cosiddetto Cristo di Burgos e le tombe di alcuni membri della famiglia Enzinas.

### Carriera
Grazie ai suoi legami familiari, Francisco de Enzinas giunse in Olanda in giovane età. Appare nei registri dell'Università di Lovanio nel 1539. Qui incontrò, tra gli altri, Albert Ritzaeus Hardenberg e conobbe per la prima volta gli scritti e il pensiero di Erasmo, Lutero e probabilmente anche di Filippo Melantone. Uno dei suoi fratelli, Diego de Enzinas, studiò con lui al Collegium Trilingue di Lovanio e supervisionò la stampa di due testi intitolati Breve y compendiosa institución de la religión cristiana ad Anversa nel 1542: un catechismo di Giovanni Calvino, che Francisco aveva tradotto in spagnolo, e la versione spagnola di Von der Freiheit eines Christenmenschen di Lutero. Diego morì sul rogo a Roma nel 1547.

Nell'estate del 1541, Francisco de Enzinas si recò a Parigi per visitare il parente Pedro de Lerma, all'epoca decano della facoltà teologica della Sorbona, che morì nell'agosto dello stesso anno. Il 27 ottobre 1541 si immatricolò a Wittenberg e proseguì gli studi di greco con Filippo Melantone.

### Detenzione
È possibile che Francisco de Enzinas avesse già iniziato a tradurre il Nuovo Testamento dal greco allo spagnolo a Lovanio; a Wittenberg visse in casa di Melantone che sostenne fortemente il progetto e completò la traduzione entro la fine del 1542. Nell'inverno del 1542-1543 si recò, con la copia preparata per la stampa, nei Paesi Bassi dove riuscì a trovare uno stampatore per gli spagnoli prima che a Wittenberg e dove i canali di distribuzione verso la Spagna erano più favorevoli poiché i Paesi Bassi appartenevano al regno di Carlo V. Nell'ottobre del 1543 fu stampato ad Anversa El Nuevo Testamento de nuestro Redemptor y Salvador Jesu Christo. Il 25 novembre 1543, Francisco de Enzinas riuscì, sempre grazie a legami familiari, a presentare personalmente all'imperatore Carlo V a Bruxelles una copia della sua traduzione stampata. Il 13 dicembre 1543, su istigazione di Pedro de Soto, frate domenicano e confessore dell'imperatore, Francisco de Enzinas fu arrestato e trasferito nella prigione di Brunta a Bruxelles, dove rimase imprigionato per quasi un anno e mezzo. Il Nuevo Testamento fu ritirato.
Grazie alle conoscenze della sua famiglia, Enzinas divenne un caso diplomatico. All'inizio del 1545 riuscì a fuggire, prima ad Anversa e da lì a Wittenberg, dove fu, nel marzo dello stesso anno, ospite ancora di Melantone.
Su richiesta di Melantone, egli scrisse in pochi mesi le sue esperienze nei Paesi Bassi e le intitolò Historia de statu Belgico et religione Hispanica che, vivente, non fece mai stampare.

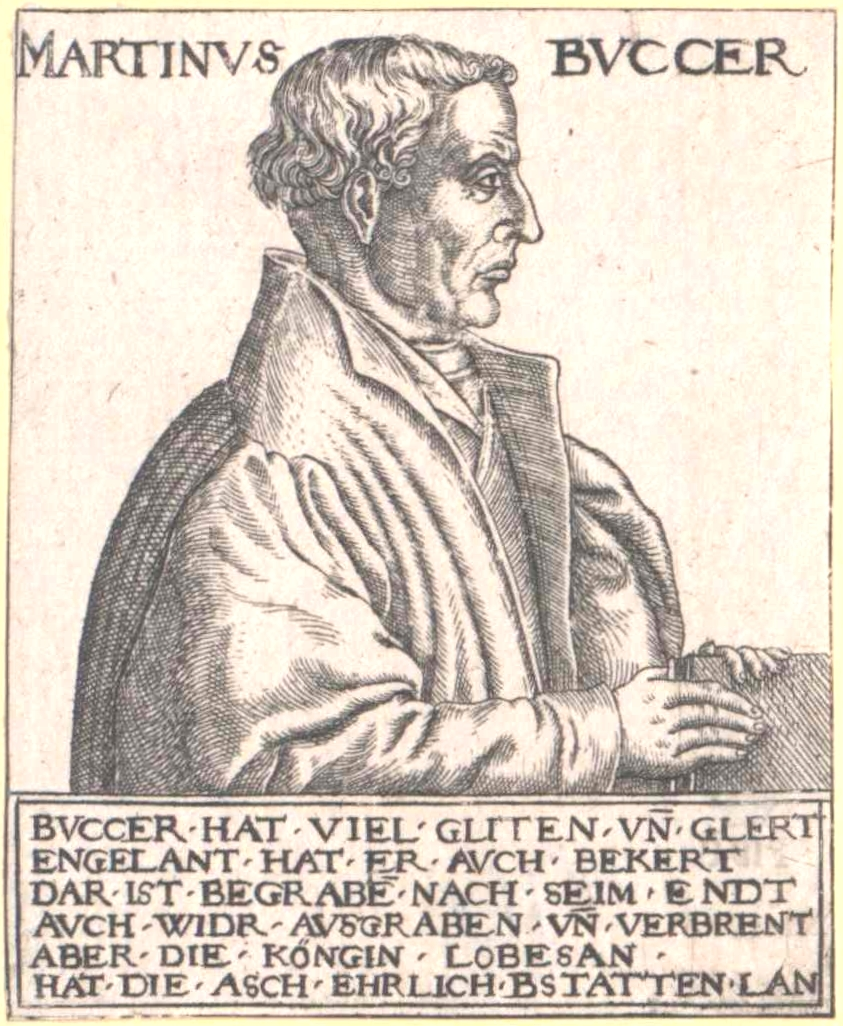
Martin Bucer (acquaforte, precedente al 1600)

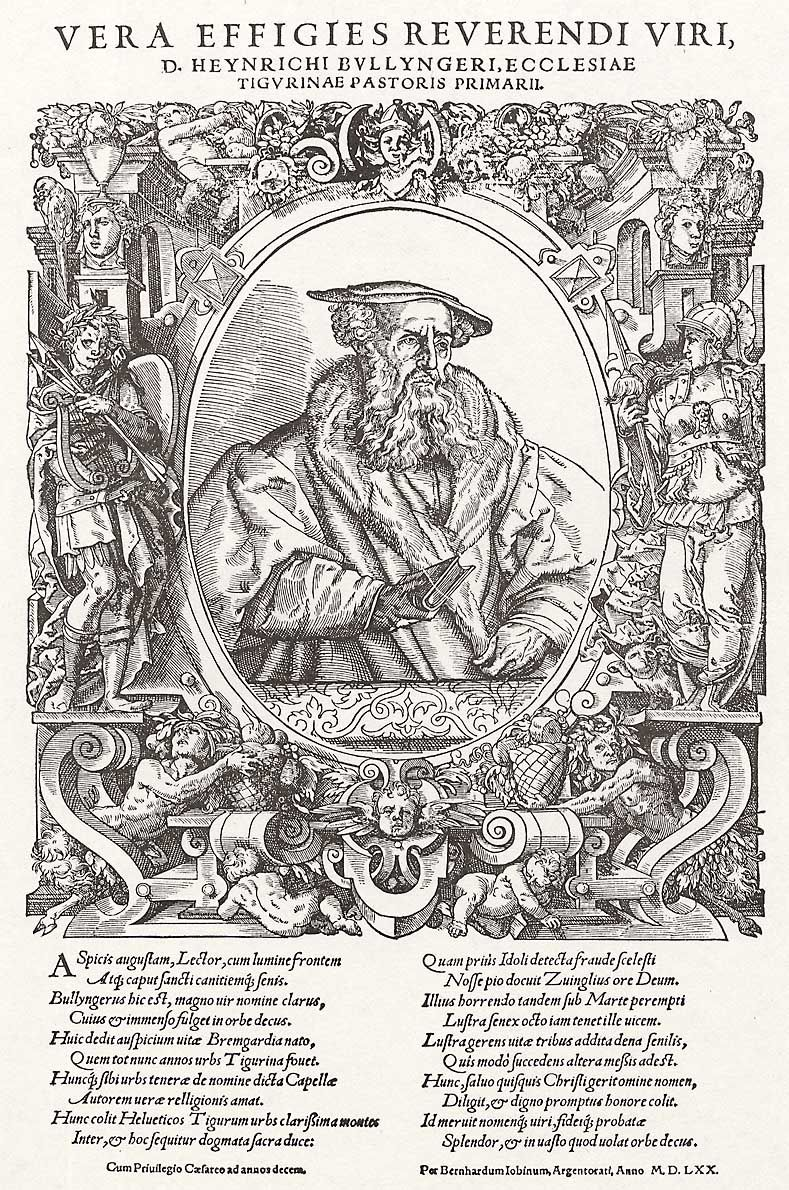
Heinrich Bullinger, xilografia del 1570

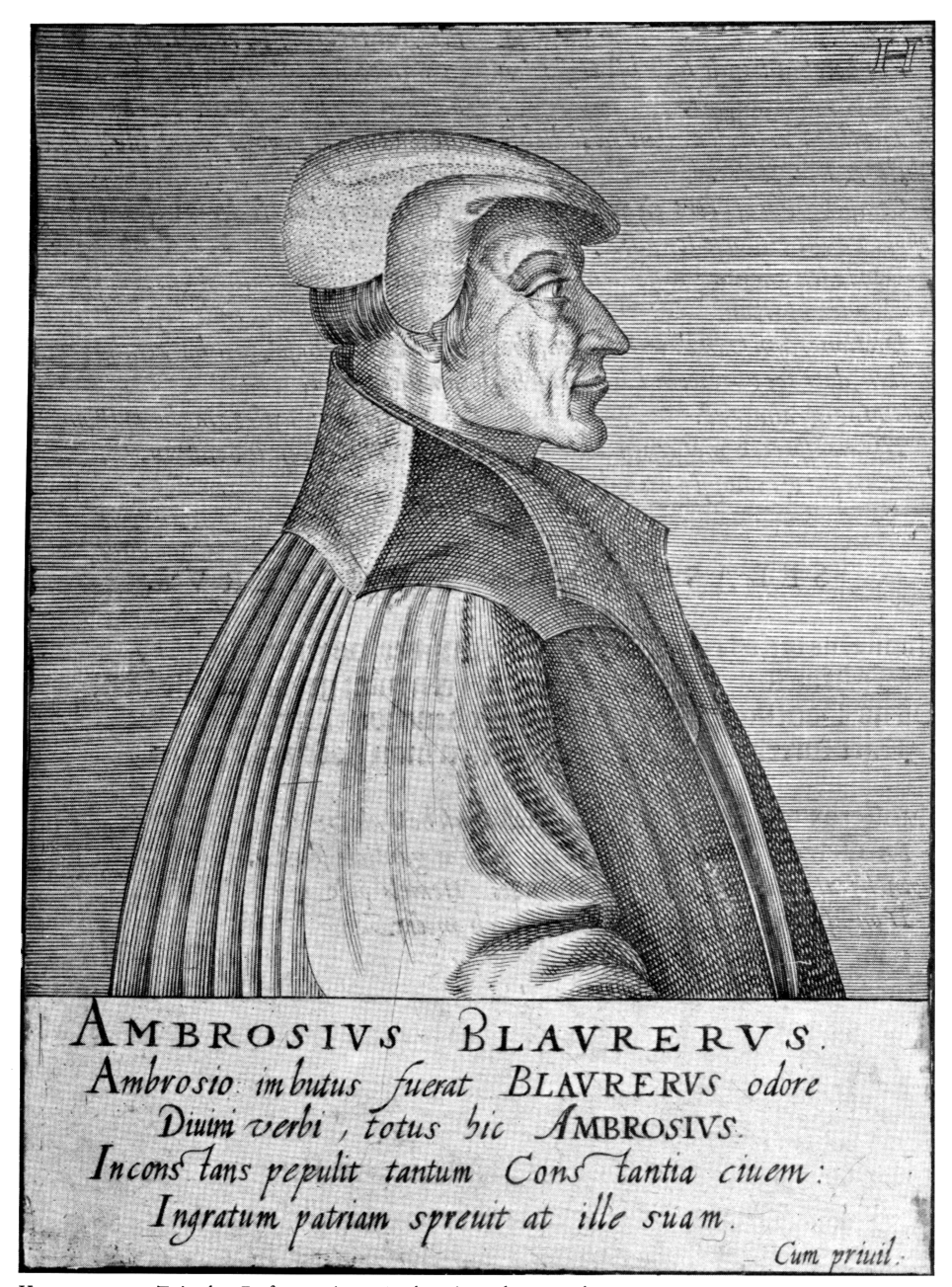
Ambrosius Blarer, (xilografia, seconda metà del XVI secolo)

### Vita in viaggio
Nel corso del 1545, a Wittenberg, Francisco de Enzinas, sotto la minaccia di morte e confisca dei suoi beni, ricevette l'ordine dell'imperatore di tornare in prigione. In risposta, Francisco decise di prima occuparsi delle sue finanze a Lipsia.
All'inizio del 1546 apprese dalla Spagna che, su istigazione del confessore imperiale de Soto, non solo la sua eredità sarebbe stata congelata, ma che anche la sua famiglia sarebbe stata espulsa a meno che Francisco non si fosse recato in Italia. L'amico di Francisco, Juan Díaz, spagnolo e protestante come lui, propose un incontro a Norimberga; il 27 marzo Díaz fu assassinato a Neuburg sul Danubio, su istigazione del fratello Alfonso.
Nell'estate del 1546, Francisco de Enzinas si recò a Strasburgo per vedere Martin Bucer e poi visitò Heinrich Bullinger a Zurigo, Joachim Vadian a San Gallo, Hieronymus Seiler a Lindau e Ambrosius Blarer von Giersberg a Costanza prima di immatricolarsi a Basilea. Qui scrisse un resoconto dell'omicidio di Juan Díaz che fu pubblicato lo stesso anno sotto lo pseudonimo del compagno di Díaz e testimone del crimine: Historia vera de morti sancti viri Ioannis Diazii Hispani [...] per Claudium Senarclaeum. Fece stampare un trattato sul Concilio di Trento, nel quale, come nota Eduard Böhmer (1893), "critica aspramente" questo concilio.
Nel 1547 Francisco de Enzinas intraprese un altro viaggio attraverso la Svizzera e nello stesso anno fece stampare a Basilea la sua traduzione spagnola del "Cimone e Lucullo" di Plutarco. Sempre a Basilea, ricevette anche la notizia che suo fratello Diego era stato mandato al rogo come eretico a Roma.
Enzinas, non sentendosi più sicuro in Svizzera, rinunciò alla residenza a Basilea e si trasferì a Strasburgo. Nel 1548 sposò Margarethe Elter (anche: Marguerite d'Elter). Nonostante de Enzinas non avesse un titolo accademico ufficiale, grazie alla mediazione di Bucer e Melantone fu nominato professore di greco all'Università di Cambridge, in Inghilterra. In ottobre iniziò a insegnare il greco e sua moglie diede alla luce il loro primo figlio, una bambina di nome Margarita.
Francisco de Enzinas proseguì con le sue traduzioni in spagnolo di Plutarco, Luciano, Tito Livio.
Dopo circa un anno, lasciò la sua famiglia, affidata alle cure di Bucer che nel frattempo si era stabilito in Inghilterra, e si recò a Basilea con le sue traduzioni per farle stampare da Oporinus ma non ricevette il necessario permesso dalle autorità. Tuttavia, a Strasburgo, trovò un tipografo che nel 1550 iniziò a stampare i suoi lavori e così Enzinas decise di non tornare in Inghilterra. Sua moglie e la figlia lo raggiunsero a Strasburgo e Francisco de Enzinas vi fondò una casa editrice specializzata in pubblicazioni spagnole. Nel 1551 nacque la sua seconda figlia Beatriz.
Nel 1552 la famiglia fu colpita dalla peste che imperversava a Strasburgo. Francisco de Enzinas morì il 30 dicembre 1552, a soli 34 anni; anche la moglie morì poco dopo, il 1º febbraio 1553, lasciando le due figlie ancora in tenera età. Melantone si offrì subito di accogliere una delle bambine, e anche la nonna spagnola Beatriz si prese cura della loro custodia. Ciononostante, i bambini rimasero a Strasburgo, forse presso la famiglia della madre, ma ci sono anche indicazioni che le bambine potrebbero essere cresciuti sotto la tutela della città. Alcune fonti della disputa per la custodia con Beatriz de Enzinas sembrano indicare che le bambine vissero in seguito nelle Fiandre.

### Fonti documentarie sulla vita
La vita di Francisco de Enzinas è documentata fin dal XVI secolo con note biografiche sparse, dal XIX secolo soprattutto in prefazioni di edizioni di testi o in pubblicazioni sugli umanisti spagnoli del XVI secolo. Con la pubblicazione del suo epistolario nel 1995, del quale erano già state esaminate singole lettere nel corso del XIX secolo come fonte, si ottiene un'altra fonte importante.
La descrizione della vita di Francisco de Enzinas si basa sull'Oxford Dictionary of National Biography e sulla bibliografia in esso elencata, in particolare sul resoconto di Eduard Böhmer che riporta un ampio materiale di fonti. La sezione sulla "prigionia" si riferisce alla traduzione di Hedwig Böhmer della Historia de statu Belgico e alle dichiarazioni autobiografiche di Francisco de Enzinas.

## Opere
Dell'opera di Francisco de Enzinas, il Nuevo Testamento e la sua Historia de statu Belgico et religione Hispanica, pubblicate postume,hanno lasciato le memorie più significative.

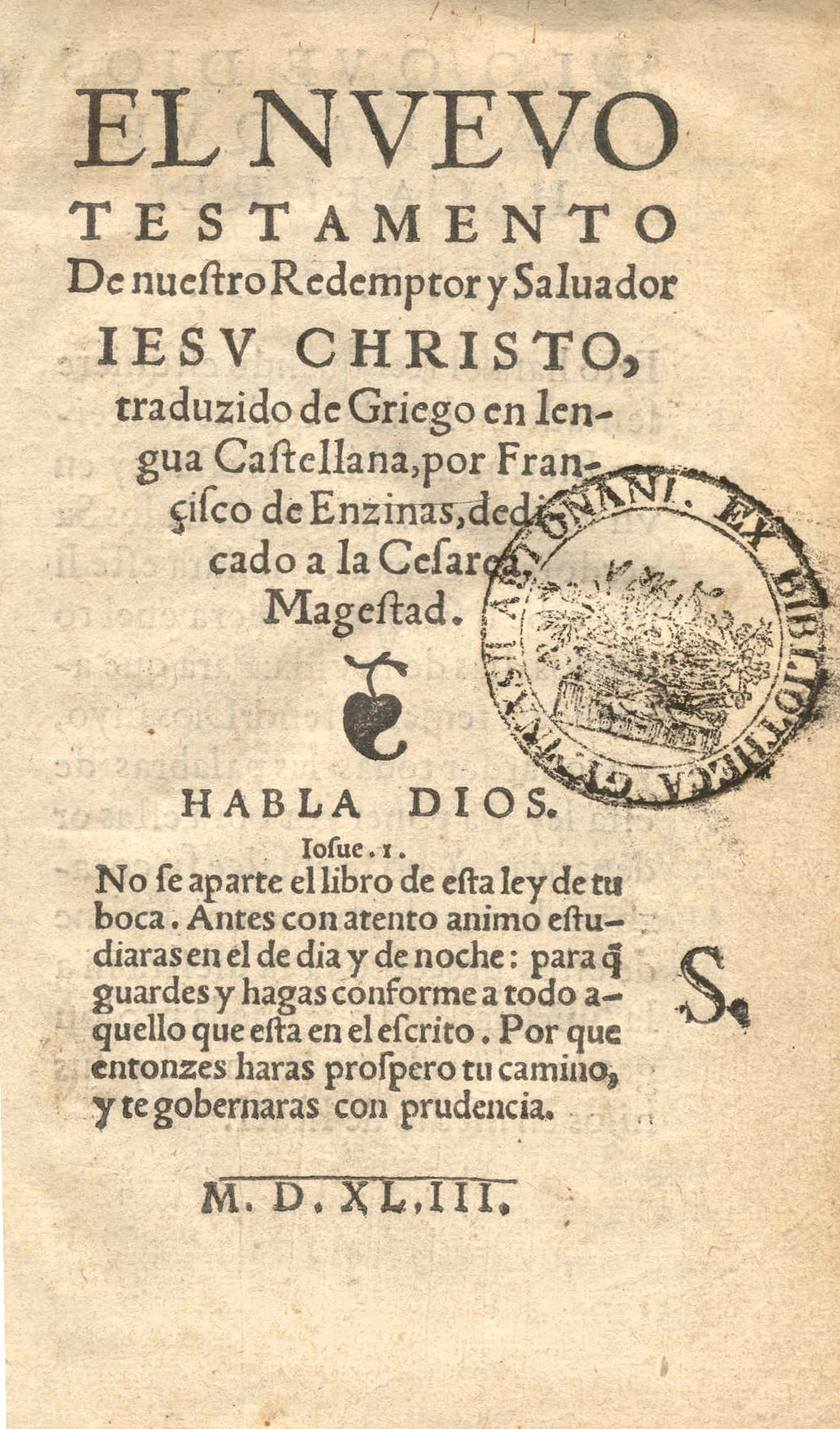
Titolo, stampato da Stephan Mierdman, Anversa 1543

### El Nuevo Testamento(1543)

#### Testimoni del testo
La stampa di Anversa del 1543 è oggi presente nelle biblioteche di tutto il mondo sotto forma di microschede o di copie digitalizzate mentre la maggior parte delle poche stampe originali certificate si trova nelle biblioteche britanniche.

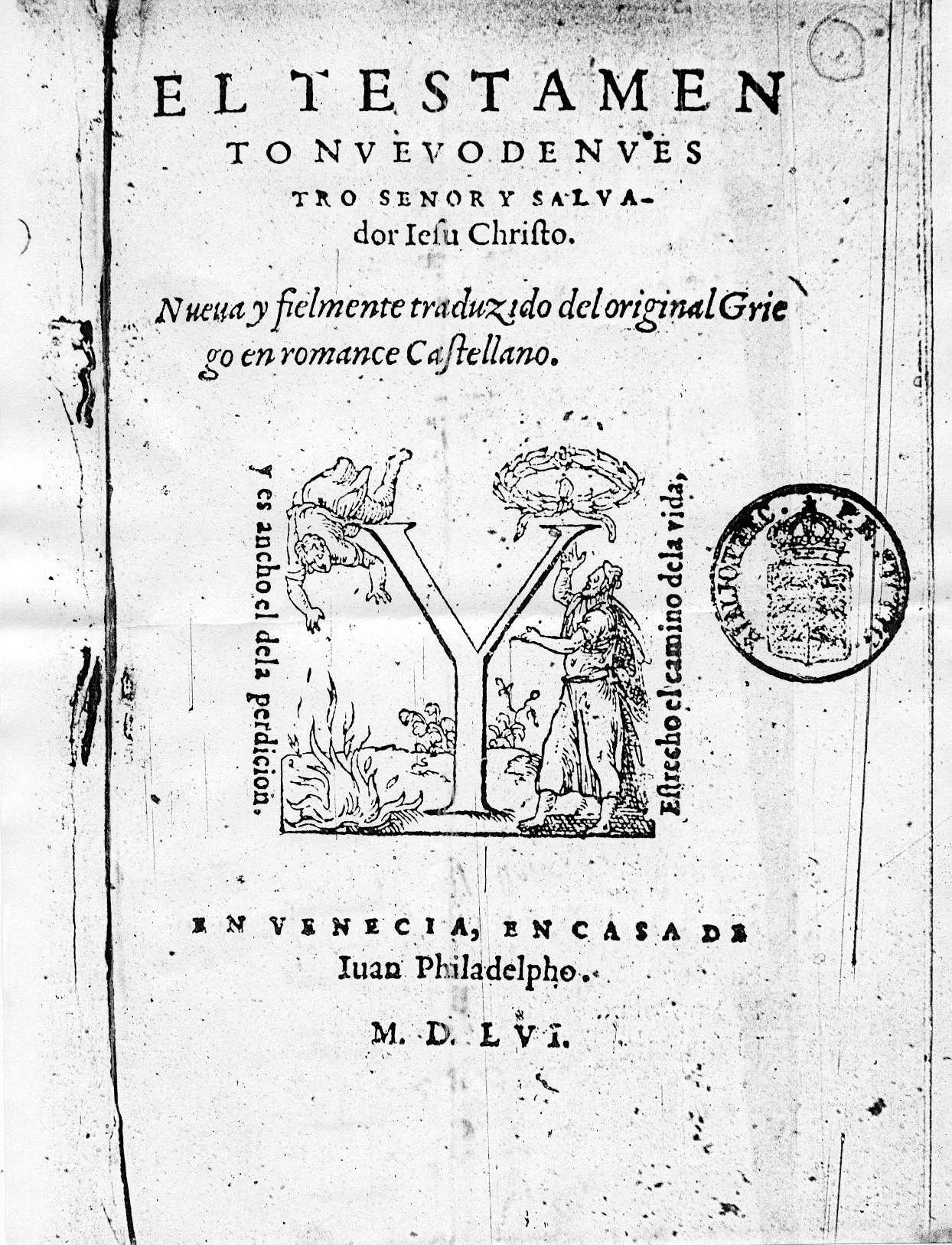
Titolo dell'edizione di Juan Pérez de Pineda (1556)

#### Storia dell'edizione
Quando Stephan Mierdman accettò l'incarico di Francisco de Enzinas di stampare la versione spagnola del Nuovo Testamento ad Anversa nel 1543, violò la proprietà esclusiva della Chiesa romana sulle Sacre Scritture e sulla loro interpretazione sulla base di una sola versione latina canonizzata, la Vulgata. Nel XVI secolo le traduzioni in lingua volgare non solo furono impedite ma anche perseguitate dalla Chiesa romana poiché erano considerate causa di eresia e i controlli erano severi. Martin Lutero rimase indisturbato nella sua traduzione della Bibbia in tedesco grazie alla protezione del principe. Dichiarare inammissibile questo divieto fu uno dei motivi della Riforma.
Dopo l'arresto di Enzinas nel 1543, la stampa del Nuovo Testamento da parte di Mierdman, fu confiscata e distrutta nei Paesi Bassi su richiesta della Chiesa cattolica spagnola, Tuttavia, alcuni esemplari sporavvissero e lo dimostra le corrispondenza del 1549 tra Enzinas e il tipografo Mierdman durante il soggiorno di Enzinas in Inghilterra. Nel 1556, quattro anni dopo la morte di Enzinas, fu pubblicato da anonimo "El Testamento Nuevo de nuestro señor y salvador Jesu Cristo, Nueva y fielmente traduzido del original griego en romance castellano.En Venecia, en casa de Iuan Philadelpho. Tuttavia, il tipografo e il luogo di stampa di questa "nuova" traduzione, che ora conteneva una dedica a Filippo II e si differenziava dalla traduzione di Enzinas solo per le inversioni, erano falsi. L'autore di questa traduzione adottata è stato identificato come Juan Pérez de Pineda (1500-1567 ca), un protestante spagnolo che probabilmente la fece stampare a Ginevra.
Nel 1569, Casiodoro de Reina incluse nella sua traduzione della Bibbia, revisionata da Cipriano de Valera (1532-1602), interi capitoli dei Vangeli e addirittura alcuni libri tratti da Pérez. Questa cosiddetta "edizione Reina-Valera" è divennr la base per tutte le ulteriori traduzioni della Bibbia in spagnolo, dopo che la traduzione della Scrittura in lingua volgare locale nel XVIII secolo fu finalmente approvata ufficialmente in Spagna.

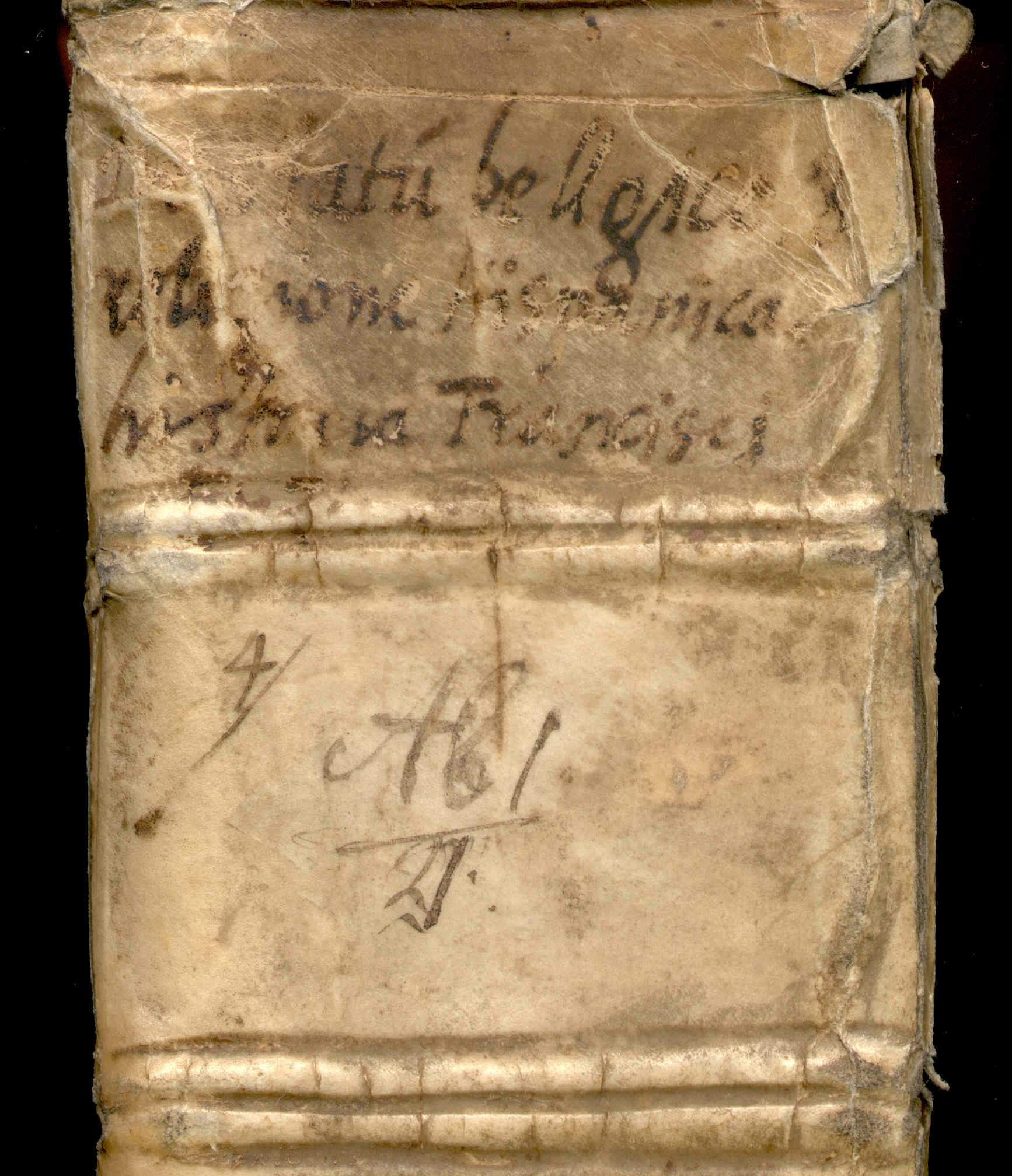
Dorso in pelle del manoscritto di Altona (particolare)

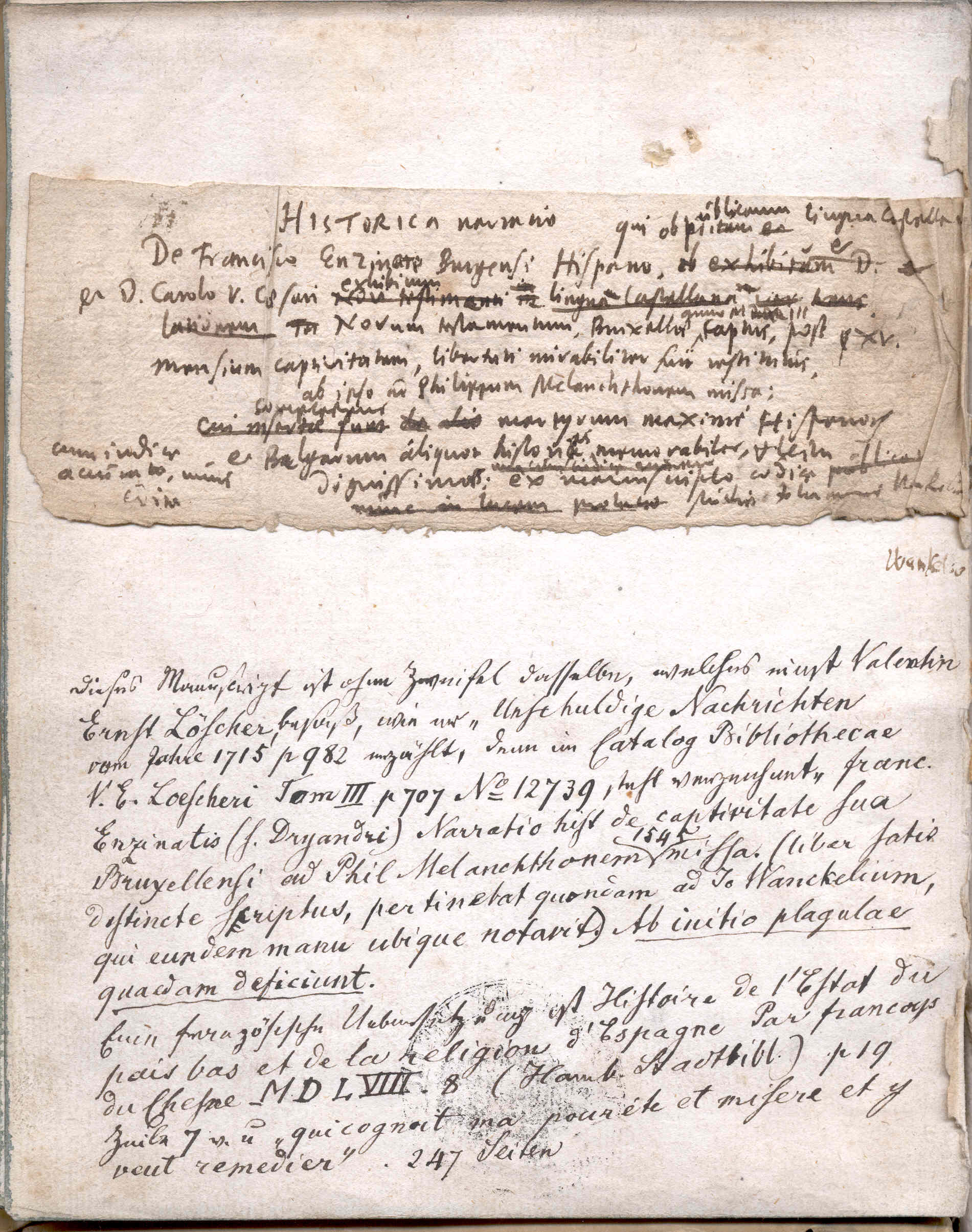
Manoscritto di Altona della "Historia - Note del proprietario

### Historia de statu Belgico (1545)

#### Qualità delle fonti
Non è nota alcuna stampa della Historia de statu Belgico et religione Hispanica quando Francisco de Enzinas era ancora in vita e di essa non è pervenuta alcuna trascrizione autografa. Esistono due copie manoscritte, presumibilmente commissionate da de Enzinas a Wittenberg subito dopo il completamento della stesura nel luglio 1545.
Una di queste copie si trova nella Biblioteca Apostolica Vaticana dal 1623, spedita oltralpe unitamente alla Bibliotheca Palatina di Heidelberg. A parte una copia di incipit nel XIX secolo, non si conosce ancora nulla di questa stesura così come non si sa come sia arrivata alla Palatina. L'altra copia dal 1768 è conservata nella biblioteca storica del ginnasio del Christianeum di Amburgo-Altona; questo manoscritto manca del primo foglio e quindi anche del titoloche è scritto a mano sul dorso della legatura cinquecentesca in pergamena. L'autore è nominato nelle numerose annotazioni dei precedenti proprietari; solo il proprietario che acquistò il manoscritto nel XVIII secolo registrò l'assenza del primo foglio.

#### Storia dell'edizione
La storia delle pubblicazioni del resoconto di Francisco de Enzinas delle sue esperienze nei Paesi Bassi dal 1542 al 1545, scritto in latino, è anche una storia delle sue traduzioni. Questo aspetto viene approfondito e presentato attraverso una valutazione delle fonti presenti negli archivi e nelle biblioteche europee da Jonathan L. Nelson e Ignacio J. García Pinilla (2001), che si rifanno all'intuizione di Vermaseren (1965).
Nel 1558 apparve a St. Marie l'Histoire de l'estat du Pais-Bas et du religion d'Espagne par Françoys du Chesne, con indicato François Perrin come editore o tipografo. Lo stampatore e il luogo rimangono tuttora un mistero. Quasi contemporaneamente, tra il 1554 e il 1558, Ludwig Rabus pubblicò in tedesco alcune parti dell'Historia di Francisco de Enzinas in tedesco nelle sue Historien der heyligen auserwölten Gottes Zeügen, Bekennern und Martyrern. All'epoca non esisteva una stampa del testo latino. Nelson e Pinilla dimostrano che il manoscritto di Altona non poteva in alcun modo essere il modello per queste traduzioni.
La ricerca conduce a Strasburgo e alla copia oggi conservata nella Biblioteca Apostolica. Alcuni altri racconti, pur senza nominare l'autore ma chiaramente riconducibili all'Historia (ad esempio in Paulus Crocius nel suo Groß Martyrbuch del 1606, o nell'Histoire des martyrs di Jean Crespin del 1608) si basano sulla traduzione francese o sulle Historien di Rabus. Nelson e Pinilla sono stati anche in grado di sostenere l'ipotesi, attraverso la comparazione dei testi, che possano esserci state traduzioni posteriori in latino.
Nel 1862 - 1863, l'editore belga Campan pubblicò le Mémoires de Francisco de Enzinas. Texte latin inedit . Questa edizione accostava la traduzione francese del 1558 e un testo latino sinottico, con un incipit solo in francese. La fonte del testo latino è il manoscritto di Altona che manca della parte iniziale. Nello stesso periodo, una copia del manoscritto di Altona arrivò in Inghilterra, a Benjamin B. Wiffen. Eduard Böhmer, che stava lavorando alla Bibliotheca Wiffeniana, si rivolse successivamente a un collega di Roma che gli procurò una copia dell'inizio del manoscritto vaticano completo. Eduard Böhmer pubblicò questa trascrizione nel 1892 in un saggio della Zeitschrift für Kirchengeschichte. Quando, nel 1893, la figlia Hedwig Böhmer pubblicò la sua traduzione tedesca Denkwürdigkeiten vom Zustand der Niederlande und von der Religion in Spanien in sole cento copie, ebbe a disposizione questa copia e l'edizione di Campan. Tutte le edizioni e le traduzioni successive fino ad oggi seguono la versione di Böhmer della ZKG del 1892 e l'edizione di Campan del 1862 -1863; non si ha notizia di una seconda consultazione del manoscritto vaticano.
In un saggio biografico su Francisco de Enzinas, Eduard Böhmer (1874) afferma in una nota a piè di pagina di aver riportato le sue esperienze nei Paesi Bassi sulla base della Historia de statu Belgico; il suo resoconto può quindi essere letto anche come un riassunto dell'opera.

#### Significato
La menzione di nomi ed eventi documentati altrove rende questo scritto autobiografico una fonte storica unica. Inoltre, l'Historia presenta anche caratteristiche letterarie, ad esempio nelle sue dinamiche mutevoli, nei dialoghi e nella presenza del narratore in prima persona.
Il Nuevo Testamento è il filo conduttore della narrazione; le reazioni dell'Inquisizione spagnola a questa pubblicazione, descritte nella Historia, fanno capire quanto la Chiesa romana dovesse temere la diffusione degli scritti attraverso la diffusione della stampa e, in particolare, la divulgazione di pubblicazioni in volgare tanto da perseguitare lettori e autori.

## Testimoni del testo
- El Nuevo Testamento De nuestro Redemptor y Salvador Iesu Christo. Traduzido de Griega en lengua Castellana, por Francisco de Enzinas, dedicado a la Cesarea Magestad. Mierdmann, Antwerpen 1543
- Historia de statu Belgico et religione Hispanica. Wittenberg 1545 (due copiemanoscritte)
- Historia vera de morte sancti viri Ioannis Diazii Hispani, quem eius frater germanus Alphonsius Diazius, exemplum sequutus primi parricidae Cain, velut alterum Abelem, refariem interfecit. Per Claudium Senarclaeum (i.e.: F. de Enzinas). Oporinus, Basilea1546
- Acta Consilii Tridenti Anno M.D.XLVI celebrati. Oporinus, Basilea 1546
- Prova di traduzione compresa tra altre materie: Plutarco[9] e altri titoli dell'editore Böhmer (1874 - 1962)

## Edizioni e traduzioni
Le edizioni e le traduzioni sono ordinate cronologicamente in ordine decrescente per anno di pubblicazione.

### Edizioni
- Verdadera historia de la muerte del santo varón Juan Díaz, por Claude Senarclens. Hrsg. von Ignacio Javier García Pinilla. Ediciones del la Universidad de Castilla-La Mancha, Cuenca Santander 2008 (in spagnolo, PDF unvollständig, Edition des lateinischen Textes mit spanischer synoptischer Übersetzung; in den Fußnoten der Einleitung die deutschsprachigen Quellen zum Fall Dìaz)
- Breve y compendiosa institución de la religión cristiana (1542). Hrsg. von Jonathan L. Nelson. Ediciones críticas, Universidad de Castilla-La Mancha 2008, ISBN 978-84-8427-609-8.
- Epistolario. Edición crítica por Ignacio J. García Pinilla. Texto latino, traducción española y notas. Droz, Genève 1995.
- Francisco Enzinati Burgensis Historia de statu Belgico deque religione Hispanica. Edidit Franciscus Socas. Teubner, Stuttgart 1991.
- Der Anfang von Francisco de Enzinas’ „Historia de statu Belgico deque religione Hispanica“. Veröffentlicht von Ed. Böhmer. In: Zeitschrift für Kirchengeschichte. Bd. 13 (1892), S. 346–359.
- Mémoires de Francisco de Enzinas. Texte latin inédit. La traduction française du XVIe siècle enregard 1543–1545. Publiés avec notice et annotations par Charles-Alcée Campan. La société de l’histoire de Belgique, Bruxelles 1862-1863. Due volumi (Digitalizzato der Bayerischen Staatsbibliothek: Tome Premier 1862, Tome Second 1863). Ristampato: Kraus, Nendeln 1977.

### Traduzioni
- Bericht over de toestand in de Nederlanden en de godsdienst bij de Spanjaarden. Uit het Latijn: Ton Osinga, Chris Heesakkers. Verloren, Hilversum 2002.
- Memorias. Traducidadas por Francisco Socas, con un esayo preliminar, notas e indices. Clásicas, Madrid 1992.
- Les Mémorables de Francisco de Enzinas traduit par Jean de Savignac. Librairie encyclopédique, Bruxelles 1963.
- Denkwürdigkeiten vom Zustand der Niederlande und von der Religion in Spanien. Traduzione di Hedwig Böhmer. Con introduzione e note di Eduard Böhmer. Georgi, Bonn 1893 (cento copie, non in commercio; sei copie attestate in biblioteche di tutto il mondo, un'altra copia nella biblioteca di un ginnasio di Amburgo, Sign. K III 29/1a, agli ultimi livelli di corrosione acida).Una ristampa riveduta di un'edizione sconosciuta è stata realizzata nel 1897. (Scan der Ausgabe von 1897 durch die Robarts Library, University of Toronto; ristampato come e-book con il titolo Francisco de Enzinas: Denkwürdigkeiten, Melanchthon gewidmet, Norderstedt 2017[10]).
- Histoire de l’estat du Pais-Bas et de la religion d’Espagne. Par Françoys du Chesne. François Perrin, St. Marie 1558.
- Ludwig Rabus: Historien der heyligen auserwölten Gottes Zeügen, Bekennern und Martyrern. Vol. VII, fol. 65r-164r; 176r-230v. Straßburg 1554–1558.